# Polyphylla fullo
El escarabajo batanero (Polyphylla fullo) es una especie de  coleóptero polífago de la familia Scarabaeidae, de 3-4 cm de longitud. Las larvas se alimenta de raíces de plantas, mientras que los adultos comen hojas de pino. A veces puede producir daños y se considera una plaga.

## Descripción
El escarabajo batanero es el segundo representante de mayor tamaño de la superfamilia de los escarabeoideos de Europa, solamente por detrás del escarabajo rinoceronte (Oryctes nasicornis). El adulto es de color marrón oscuro con un patrón de manchas blancas características. Puede alcanzar los 36 mm. Los machos se pueden reconocer por las grandes antenas en forma de abanico. Son capaces de generar sonidos audibles si se sienten amenazados. Las hembras tienen antenas más simples. Los adultos vuelan al anochecer en los meses de junio y julio. Se alimentan de las hojas de los pinos.

## Distribución y hábitat
Es una especie de distribución paleártica que se encuentra en Europa, el norte de África y Oriente Medio. La especie habita pinares cálidos y arenosos, pero es bastante rara.

## Subespecies
Se reconocen las siguientes subespecies:
- Polyphylla fullo algirana Brenske, 1896
- Polyphylla fullo macrocera Reitter, 1891